# Hammer SC 2008
Der Hammer SC 2008 (offiziell: Hammer SportClub 2008 e.V.) ist ein Sportverein aus Hamm. Mit über 6500 Mitgliedern in über 20 Abteilungen ist er der größte Sportverein der Stadt.

## Geschichte
Der Hammer SC 2008 entstand am 1. Juli 2008 durch die Fusion des im Jahre 1909 gegründeten TSV Berge 09 mit dem im Jahre 1951 gegründeten SC Westtünnen. Zum 1. Juli 2011 schloss sich der BSV Rot-Weiß Hamm und am 1. März 2012 der im Jahre 1891 gegründete TV Westfalia Hamm dem Hammer SC 2008 an. Im Jahre 2013 dachte der Verein Westfalia Rhynern über eine Fusion mit dem Hammer SC 2008 nach, die jedoch nicht zustande kam. 
Der Hammer SC 2008 bietet die Sportarten American Sports, Badminton, Bogensport, Faustball, Fußball, Handball, Hapkido, Kanuwandern, Kickboxen, Leichtathletik, Schach, Schwimmen, Sportakrobatik, Taekwondo, Tanzen, Tennis, Tischtennis, Triathlon, Turnen, Volleyball und Wandern an. Im Jahr 2019 baute der Verein ein Fitness- und Gesundheitsstudio mit dem Namen HSC-Sportwerk.

## Faustball

### Geschichte
Die Wurzeln der Faustballabteilung liegen beim TV Westfalia Hamm, der insgesamt 24 Mal deutscher Meister und einmal Europapokalsieger wurde. Nach der Feldsaison 2011 traten die Mannschaften unter dem Namen Hammer SC 2008 an, wobei die Frauenmannschaft in der Bundesliga spielte. Aus dieser stiegen die Hammerinnen nach der Hallensaison 2012/13 ab. Derzeit spielt die Mannschaft in der Verbandsliga. Die Männermannschaft tritt in der 2. Bundesliga an. Bedeutende Spieler des TV Westfalia waren Jan Hoffrichter und Olaf Machelett.

### Erfolge
- EFA-European-Cup-Sieger Männer: 2001
- Deutscher Meister Männer (Feld): 1964, 1967, 2005, 2006, 2007
- Deutscher Meister Männer Halle: 1971, 1972, 1975, 1978, 1979, 1998, 2002, 2004, 2005, 2006, 2007
- Deutscher Meister Frauen Feld: 1988

## Fußball

### SC Westtünnen
Erfolgreichster Stammverein im Fußball war der SC Westtünnen, der Mitte der 1970er Jahre für Furore sorgte. 1974 schlug der gerade in die Bezirksliga aufgestiegene Verein im Kreispokal den Verbandsligisten Hammer SpVg sensationell mit 5:1. Der spätere Nationalspieler Horst Hrubesch erzielte dabei alle fünf Tore seiner Mannschaft, die seinerzeit als „Bauernklub“ bezeichnet wurde. Am Saisonende stiegen die Westtünnener in die seinerzeit viertklassige Landesliga auf. Die Entscheidung fiel dabei am letzten Spieltag, wo Westtünnen den punktgleichen SV Herbern empfing. 3.800 Zuschauer sahen einen 3:0-Sieg von Westtünnen, bei dem Hrubesch zweimal traf. Bis 1985 hielt sich der „Bauernklub“ in der Landesliga und wurde in der Saison 1979/80 Dritter hinter Eintracht Heessen und dem VfL Geseke. Von 1987 bis 1989 kehrte die Mannschaft noch einmal in die Landesliga zurück und pendelte in der Folgezeit zwischen Bezirksliga und Kreisliga A. Mit Rachid Belarbi, Josef Kaczor brachte der SC Westtünnen zwei weitere Bundesligaspieler und mit Werner Lorant einen späteren Bundesligatrainer hervor. 

### Hammer SC 2008
Nach der Fusion startete der Hammer SC 2008 in der Kreisliga A und stieg prompt ab. Seit dem Wiederaufstieg im Jahre 2013 spielen die Hammer wieder in der Kreisliga A. Die Frauenmannschaft stieg 2017 in die Bezirksliga auf. Heimspielstätte ist der Sportplatz Pilsholz, wo auf Kunstrasen gespielt wird.
Mit Mats Pannewig brachte der Hammer SC 2008 einen späteren Bundesligaspieler hervor.